# Óscar Siafá
Juan José Óscar Siafá Etoha (ur. 12 września 1997 w Madrycie) – piłkarz z Gwinei Równikowej grający na pozycji napastnika. Od 2023 jest zawodnikiem klubu Alessandria.

## Kariera klubowa
Swoją karierę piłkarską Siafá rozpoczynał w juniorach takich klubów jak: CF Fuenlabrada (do 2015) i CD Móstoles URJC (2015-2016). W 2016 roku stał się członkiem rezerw Móstoles. W sezonie 2018/2019 grał w Elche CF Ilicitano. W 2019 roku grał najpierw w CD Eldense, a następnie trafił do FC Cartagena. Wiosną 2020 występował w UD Alzira. W sezonie 2020/2021 był piłkarzem CD Laredo. Latem 2021 przeszedł do Olympiakosu Wolos.

## Kariera reprezentacyjna
W reprezentacji Gwinei Równikowej Siafá zadebiutował 7 września 2021 w wygranym 1:0 meczu eliminacji do MŚ 2022 z Mauretanią, rozegranym w Malabo. W 2022 roku został powołany do kadry na Puchar Narodów Afryki 2021. Na tym turnieju wystąpił w dwóch meczach grupowych: z Wybrzeżem Kości Słoniowej (0:1) i z Algierią (1:0).